# Chlaenius lederi
Chlaenius (Stenochlaenius) lederi – gatunek chrząszcza z rodziny biegaczowatych, podrodziny Liciniae i plemienia Chlaeniini.

## Taksonomia
Gatunek ten opisany został w 1888 roku przez Edmunda Reittera, a jego epitet gatunkowy nadano na cześć Hansa Ledera. W 1972 roku Karl Mandl wyróżniał 4 podgatunki: C. lederi lederi, C. lederi picicornis, C. lederi euphraticus i C. lederi dostojevskii. Według "Carabidae of the World" C. l. picicornis, C. l. euphraticus są synonimami C. lederi, natomiast Hassan Ghahari i inni uznają C. l. picicornis za podgatunek. Chlaenius dostojevskii ma obecnie rangę niezależnego gatunku.

## Rozprzestrzenienie
Chrząszcz palearktyczny. Wykazany został z Rosji, Gruzji, Azerbejdżanu, Armenii, Iraku, Turkmenistanu, Iranu, Uzbekistanu i Tadżykistanu. W rejonie zamieszkuje wyżyny Armenii i Turan. Z Iranu podawany m.in. z Golestanu i Chorasanu.